# سد بالاتل
 سد بالاتل  واقع در دره کولغان در بخش شهاب از توابع شهرستان قشم و از نقاط دیدنی استان هرمزگان در جنوب ایران است.
در سربالایی دره کولغان آثاری از سدی برجای مانده‌است که به نام  سد بالاتل  مشهور است. این سد ۱۰۰۰ متر طول و۵۰۰ متر عرض داشته‌است و آب باران دره‌های مجاوررا ذخیره می‌کرده‌است. این سد از آثار دوره ساسانیان است چشم اندازی زیبا دارد. ساختمان سد با قطعه سنگهای بزرگ و ملاط گچ و ساروج ساخته شده‌است.

## منبع
- زنده دل، دستیاران، حسن. (مجموعه کتابهای راهنمای جامع ایرانگردی استان هرمزکان)  ج۱. چاپ وانتشار سال ۱۹۹۸ میلادی.